# Tombolă
Tombola este un joc de noroc care constă în extragerea aleatorie a unor bilete numerotate dintr-un recipient, în scopul de a acorda premii participanților. Acesta este adesea organizat în scopuri caritabile, la evenimente sociale, școli sau alte adunări. Fiecare participant achiziționează unul sau mai multe bilete, iar fiecare bilet are șanse egale de a fi extras. Premiul poate varia de la obiecte mici la sume mari de bani sau produse de valoare. Tombola este similară cu o loterie, dar, în general, are un număr limitat de bilete disponibile și este de obicei legată de o ocazie specifică. Tombola rămâne un joc popular datorită simplității sale și a capacității de a aduce oameni împreună pentru o cauză comună sau pentru divertisment.

## Istoria tombolei
Originea tombolei este dificil de atribuit unei persoane sau unui grup anume, deoarece acest tip de joc de noroc are rădăcini antice și a evoluat de-a lungul timpului în diferite culturi. Practica extragerii aleatorii a unor obiecte sau bilete pentru a desemna câștigători datează din vechime. Loteriile și jocurile similare au fost documentate în civilizații antice, inclusiv în China și Roma antică.
Una dintre primele forme documentate ale loteriei moderne a apărut în Italia, în secolul al XV-lea. Orașul italian Genova este cunoscut pentru organizarea unor astfel de jocuri, inițial folosite pentru a alege membrii consiliului, iar mai târziu, transformate într-o formă de divertisment și de strângere de fonduri. Aceste loterii italiene sunt considerate a fi precursoarele tombolei moderne.
Prin urmare, nu există un inventator unic al tombolei; în schimb, acest joc a evoluat prin contribuțiile și adaptările diferitelor culturi de-a lungul secolelor.

## Caracteristicile și regulile tombolei

### Participare și bilete
Participanții achiziționează bilete care sunt numerotate sau marcate cu simboluri. Fiecare bilet achiziționat reprezintă o șansă de a câștiga un premiu.
Biletele sunt adesea vândute în scopuri caritabile sau pentru a finanța un eveniment specific.

### Extragere și premii
Biletele sunt plasate într-un recipient din care sunt extrase aleatoriu. Procesul de extragere trebuie să fie transparent și corect pentru a asigura încrederea participanților. Premiile pot varia de la obiecte mici și suveniruri la premii mari, cum ar fi bani, vacanțe sau automobile. Adesea, tombolele includ o varietate de premii pentru a atrage mai mulți participanți.

## Utilizări și popularitate

### Evenimente caritabile
Tombolele sunt frecvent organizate de organizații non-profit, școli, biserici și alte entități caritabile pentru a strânge fonduri. Aceste evenimente oferă participanților o șansă de a câștiga premii în timp ce sprijină o cauză bună.

### Evenimente sociale
Tombolele sunt populare la evenimente sociale, cum ar fi târguri, festivaluri, petreceri și întâlniri de familie.

### Reglementare și legalitate
În multe țări, organizarea unei tombole este supusă unor reglementări stricte pentru a preveni fraudele și pentru a asigura transparența. Organizatorii trebuie adesea să obțină licențe sau autorizații de la autoritățile locale.